# Robert de Kerchove

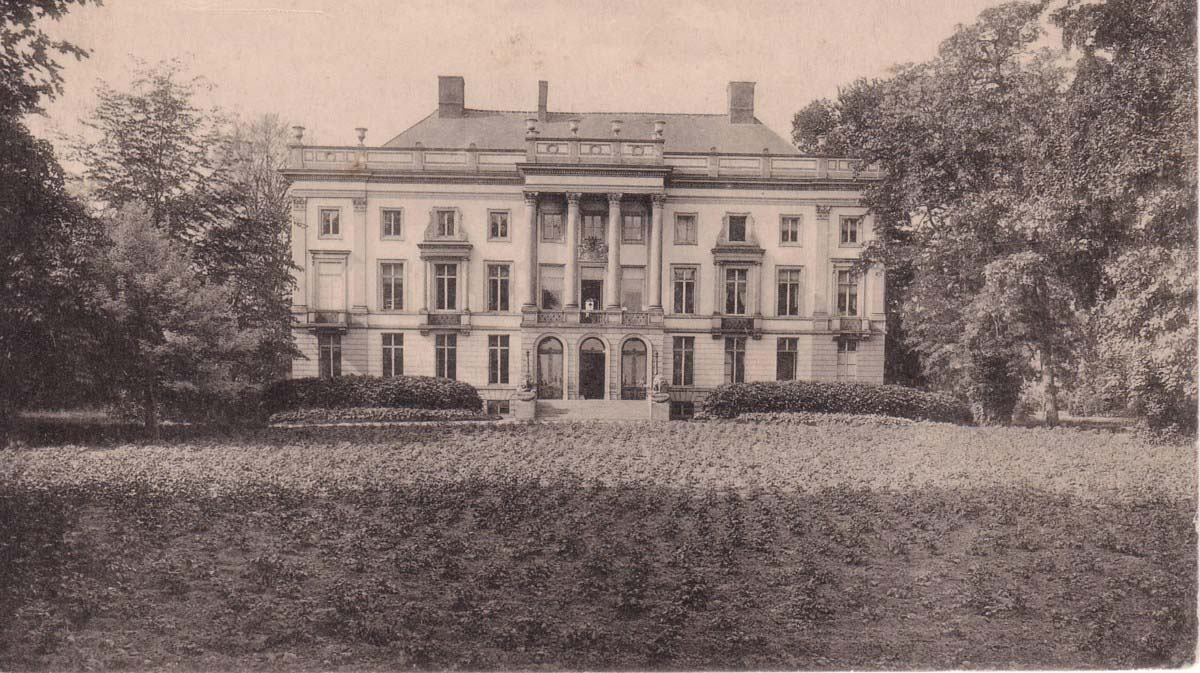
Le château de Bellem, propriété des parents de Robert de Kerchove.

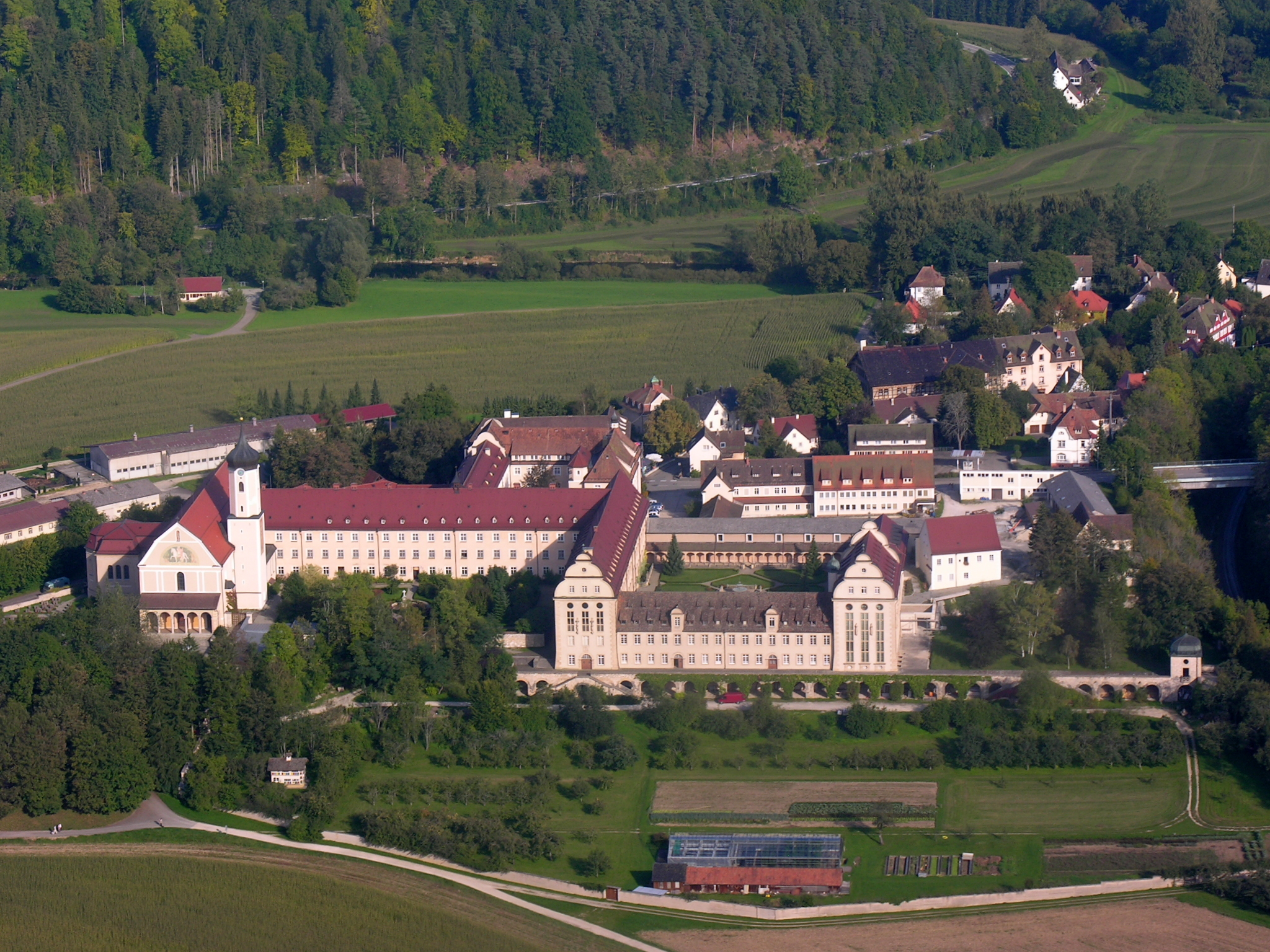
l'abbaye de Beuron.

Robert Marie de Kerchove né Alfred Marie Ghislain Robert de Kerchove à (Bellem (Belgique) le 31 juillet 1846 et décédé à Louvain le 9 avril 1942, était un moine bénédictin belge. Fondateur de l'abbaye du Mont-César à Louvain, il en fut également le premier abbé.

## Famille
Alfred de Kerchove était le fils du sénateur Frédéric de Kerchove (1805-1880) et d'Élise De Naeyer (1812-1899). Elle était la propriétaire d'un grand domaine et château à Bellem, héritée de son grand-père, le magnat du textile gantois Jacob Lieven van Caneghem (nl). Le ménage comptait 6 enfants, dont, en plus d'Alfred:
- Alice Marie de Kerchove (nl) (1838-1877), épousa Jacques Albert Bernard Joseph Ghislain d'Udekem d'Acoz (nl) (1828-1900). Ils sont les aïeuls de la reine Mathilde de Belgique.
- Paul-Emile de Kerchove (1840-1877) épousa Pharaïlde de Pret Roose de Calesberg (1850-1933).
- Lucie de Kerchove (1842-1880), épousa Edgard de Kerchove d'Ousselghem (1846-1926), bourgmestre de Bellem et ensuite de Landegem[2].
- Eugène de Kerchove d'Exaerde (ajoute 'd'Exaerde' par A. R. du 8/06/1885) (1844-1936), qui devint sénateur belge et épousa Irma de Kerchove d'Ousselghem (1844-1934)
- Valentine de Kerchove (1850-1936), qui épousa Raymond de Kerchove d'Exaerde (ajoute 'd'Exaerde' par A. R. du 22/12/1888) (1847-1932) qui devint gouverneur de la province de la Flandre-Orientale.

## Jeunesse et formation
De Kerchove fit ses études secondaires au Collège Saint-Michel à Bruxelles (rhétorique 1866) et ses études universitaires aux facultés Notre-Dame de la Paix, à Namur et à Gand. Il décrocha les diplômes de candidat en droit (1866) et de docteur en sciences politiques et administratives (1868).
Attiré par la vie monastique il entra en 1875 à l'abbaye de Maredsous, récemment fondée. Il fit son noviciat à l'abbaye de Beuron (Baden-Württemberg) et prononça ses vœux monastiques en 1876. En 1878 il fut ordonné prêtre.
A Maredsous sa première tâche fut de diriger les travaux de construction de l'église abbatiale, conçue par Jean-Baptiste Béthune. Plus tard il devint prieur de l'abbaye.

## Fondation de l'Abbaye du Mont-César
En 1888 les anciens élèves de l'école abbatiale (les premiers avaient atteint la rhétorique cette année-là) trouvèrent à Louvain un home pouvant les accueillir. Dom Gérard van Caloen, qui deviendrait le fondateur de l'Abbaye Saint-André de Bruges, y était le recteur et directeur spirituel. Le 6 mars 1889 il fut remplacé par dom Robert de Kerchove, qui fut chargé de la mission de trouver un bon endroit pour la fondation d'une abbaye à Louvain. Il fixa son choix sur le Mont César et en 1895 il put se rendre acquéreur du site. La nouvelle abbaye fut construite dans un style néo-roman, suivant les plans établis par l'architecte Pierre Langerock.
Au mois d'avril 1899 quatorze moines vinrent s'installer et dès le mois d'août dom de Kerchove fut élu abbé. Il choisit comme prieur dom Columba Marmion (béatifié en l'an 2000), qui en 1909 sera élu abbé de Maredsous. Un autre de ses moines, dom Lambert Beauduin fut dès 1909 l'initiateur du mouvement de renouveau liturgique, avant de fonder l'abbaye de Chevetogne.  
En 1899 l'aile nord était terminée, en 1904 l'aile est et en 1908 l'aile sud. Ces bâtiments n'étaient pas de trop pour une communauté qui compta jusqu'à 70 moines, avec en plus les jeunes moines d'autres abbayes et les anciens élèves d'écoles abbatiales qui venaient étudier à Louvain, ainsi que les visiteurs et retraitants. En 1904 une grande statue de la Vierge Marie fut inaugurée. En 1907 un chœur grégorien de jeunes fut fondé.
En 1928 l'abbé de Kerchove démissionna et fut remplacé par dom Bernard Capelle. Il continua encore pendant plusieurs années dans la fonction de président de la congrégation belge des bénédictins, fonction qu'il avait accepté en 1918.